# Дунай-Драва (национальный парк)
Дунай-Драва (венг. Duna-Dráva Nemzeti Park) — национальный парк на юге Венгрии, в Южно-Задунайском крае, в медье Шомодь, Баранья и Тольна. Территория парка не непрерывна, а состоит из 21 области, разбросанных на большой площади, главным образом, вдоль течения Дуная и Дравы, а также в междуречье этих рек. Суммарная площадь территорий парка — 494,79 км². Наиболее ценные природные регионы в междуречье Дравы и Дуная ставились под природоохранный контроль начиная с 1962 года, национальный парк был основан в 1996 году.

## Примечательные территории

### Геменц
Пойменный лесной массив на правом берегу Дуная к юго-востоку от Сексарда, к северо-востоку от Мохача, напротив города Байя. На территории Геменца организован зоологический заповедник, входящий в состав национального парка.
Геменц изрезан рукавами, боковыми протоками и старицами Дуная и его притока Шио. Многие из них имеют чрезвычайно извилистую форму и образуют большое количество островов.
В заповеднике организована демонстрационная зона Таплош-Гога на мысе между Шио и одной из дунайских стариц. Экспозиция выставок реконструирует традиционный образ жизни венгерских крестьян этого региона. Здесь также можно увидеть традиционные венгерские породы домашних животных.
Богат животный мир Геменца — здесь обитает множество диких животных, в особенности птиц — орлы, цапли, аисты и др.

### Долина Дравы
Драва протекает по территории Южно-Задунайского края более 150 километров. Во многих местах она образует здесь границу с Хорватией, иногда заходит целиком на венгерскую или хорватскую территорию. В отличие от других крупных рек Венгрии — Дуная и Тисы, Драва практически не спрямлялась, здесь не проводилось гидротехнических работ, что позволило сохраниться на её берегах участкам первозданной природы, многие из которых включены в состав парка. На многих участках Драва образует многочисленные старицы, боковые протоки и острова.
На берегах растут ольха, ясень, бук; старицы и боковые рукава реки поросли ивняком. В обрывах берегов гнездятся ласточки, зимородки и щурки. Река играет большую роль для перелётных водоплавающих птиц, в начале весны на Драве их можно увидеть тысячами.

### Лес Ланкоци

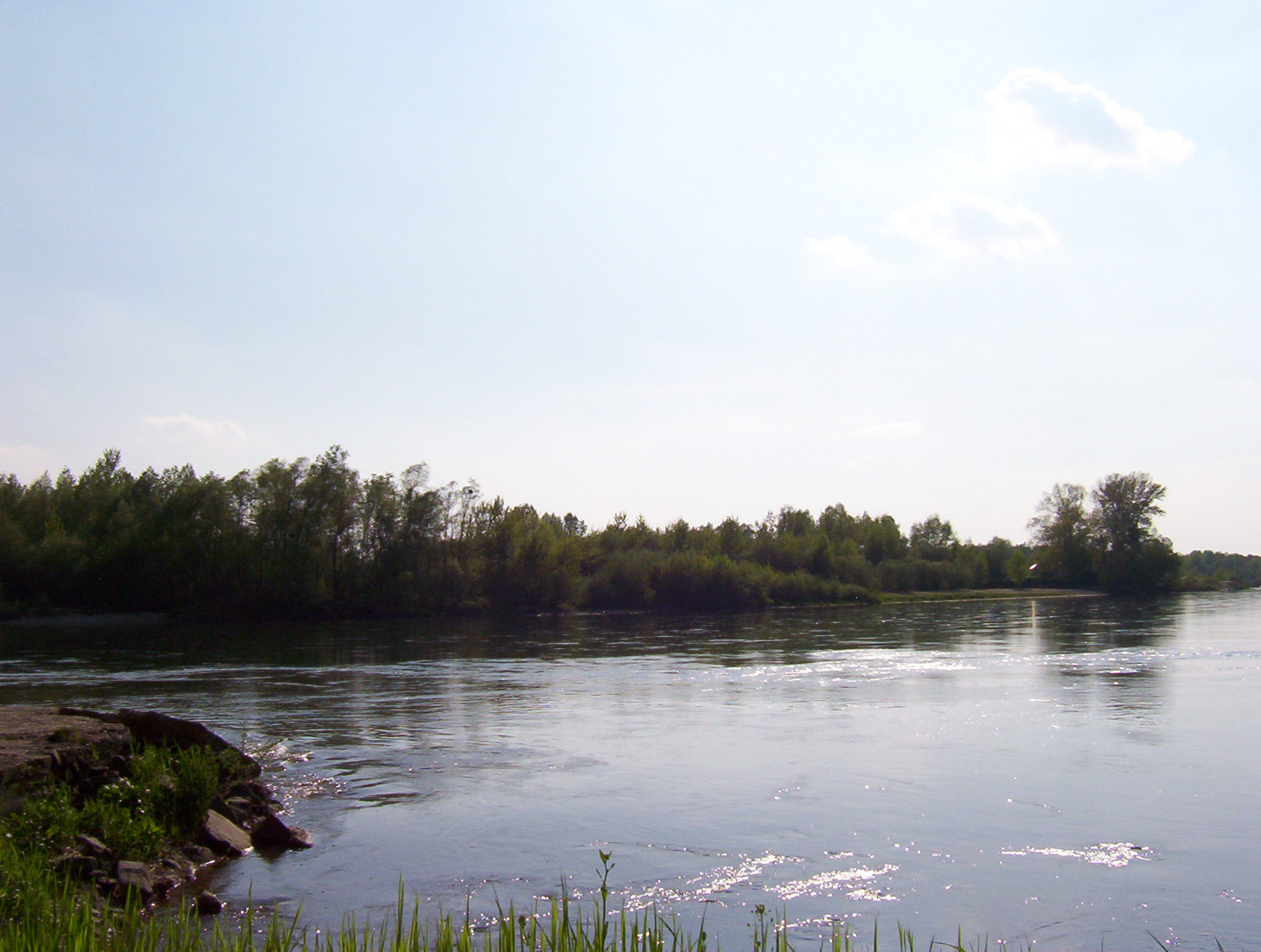
Драва в медье Шомодь

Тянется от Визвара на северо-запад, параллельно Драве. Среди представленных деревьев — дуб, вяз, ясень с подлеском из кустарников и лиан. Лес во время паводков регулярно затапливается.

### Барчский лес
Барчский можжевёловый лес идёт от Дравы на север восточнее города Барч. Богатая флора и фауна.

### Мечек и пещера Абалигет
К северу от Печа находится холмистый лесной район Мечек, многие части которого находятся под охраной. Наиболее известной достопримечательностью Мечека является Абалигетская сталактитовая пещера, открытая для посещения. Пещера была образована размыванием горных пород подземным ручьём. В пещере обитают охраняемые виды летучих мышей.